# William Hurlstone
William Yeates Hurlstone (ur. 7 stycznia 1876 w Londynie, zm. 30 maja 1906 tamże) – angielski kompozytor i pianista.

## Życiorys
Pochodził z rodziny artystycznej. Jego dziadek, Frederic Yeates Hurlstone, był przewodniczącym Royal Society of British Artists. Już jako dziecko komponował walce. W latach 1894–1898 studiował w Royal College of Music u Charlesa Villiersa Stanforda (kompozycja) oraz Algernona Ashtona i Edwarda Dannreuthera (fortepian). Wysoko ceniony jako pianista, musiał jednak zakończyć przedwcześnie karierę z powodu pogłębiającej się astmy. W 1905 roku został wykładowcą kontrapunktu w Royal College of Music.

## Ważniejsze kompozycje
(na podstawie materiałów źródłowych)

### Utwory orkiestrowe
- Koncert fortepianowy D-dur (1896)
- suita The Magic Mirror (1896)
- Fantasie-Variations on a Swedish Air (1904)

### Utwory kameralne
- Kwartet fortepianowy c-moll (1897–1899)
- Phantasie String Quartett (1906)
- Sonata F-dur na skrzypce i fortepian (1897)
- Sonata D-dur na wiolonczelę i fortepian (1897)

### Utwory fortepianowe
- Sonata f-moll (1894)

### Utwory wokalno-instrumentalne
- kantata Alfred the Great na chór i orkiestrę, słowa Florence Attenborough (1904)